# Moncassin
Moncassin – miejscowość i gmina we Francji, w regionie Oksytania, w departamencie Gers.
Według danych na rok 1990 gminę zamieszkiwały 122 osoby, a gęstość zaludnienia wynosiła 9 osób/km² (wśród 3020 gmin regionu Midi-Pyrénées Moncassin plasuje się na 941. miejscu pod względem liczby ludności, natomiast pod względem powierzchni na miejscu 852.).